# Níger en los Juegos Olímpicos de Seúl 1988
Níger estuvo representado en los Juegos Olímpicos de Seúl 1988 por seis deportistas masculinos que compitieron en dos deportes.
El portador de la bandera en la ceremonia de apertura fue el atleta Hassan Karimou. El equipo olímpico nigerino no obtuvo ninguna medalla en estos Juegos.